# Ouled Slimane
Ouled Slimane (em árabe: أولاد سليمان) é uma cidade e comuna localizada na província de M'Sila, Argélia. Segundo o censo de 2008, a população total da cidade era de 4 116 habitantes.